# Bab El-Oued City
Pour plus de détails, voir Fiche technique et Distribution.
Bab El-Oued City est un film algéro-français (également coproduction germano-suisse) réalisé par Merzak Allouache, sorti en 1994.

## Synopsis
L'Algérie en 1989 : peu de temps après les émeutes d'octobre 1988, la vie quotidienne est dure dans le quartier de Bab El Oued à Alger. Boualem arrache, sur son immeuble, un haut-parleur diffusant la parole de l'imam, car cela l'empêchait de dormir (il travaille de nuit). Les intégristes islamistes saisissent ce prétexte pour répandre la terreur. Ainsi, ils prennent à partie Ouardya, une femme aux mœurs jugées trop libres.

## Fiche technique
- Titre : Bab El-Oued City
- Réalisateur : Merzak Allouache
  - Assistant-réalisateur : Messaoud Hattou
- Scénario : Merzak Allouache
- Photographie : Jean-Jacques Mrejen
- Son : Philippe Senechal
- Montage : Marie-Blanche Colonna
- Musique : Rachid Bahri - Chansons de (et interprétées par) Cheb Rabah
- Production : Jacques Bidou, Jean-Pierre Gallèpe et Yacine Djadi
- Sociétés de production :
- Pays d’origine :  Algérie et  France (majoritaire),  Allemagne et  Suisse
- Langues originales : arabe
- Format : couleur  — 35 mm
- Durée : 93 minutes
- Genre : comédie dramatique
- Date de sortie : 
  -  France : 16 novembre 1994
  -  Algérie : 18 novembre 1994

## Distribution
- Nadia Kaci : Yamina
- Mohamed Ourdache : Saïd
- Hassan Abdou : Boualem
- Mourad Khen : Rachid
- Djamila Bachène : Lalla Djamila
- Mabrouk Aït Amara : Mabrouk
- Messaoud Hattou : Mess
- Simone Vignote : La tante pied-noir
- Michel Such : Paulo Gosen
- Areski Nebti : Hassan, Le boulanger
- Nadia Samir : Ouardya

## Production
Merzak Allouache fait ce film parce qu'il souhaite revenir, 17 ans après le tournage d' Omar Gatlato, dans le quartier populaire où il l'a tourné. Mais au moment du tournage, au printemps 1993, « ça tiraille dans la Casbah » comme l'écrit Télérama. Le tournage se fait en seulement sept semaines et l'équipe ne peut jamais rester deux jours de suite au même endroit. Elle ne peut faire que peu de prises et pas de repérages, et travaille dans un sentiment d'insécurité du fait de sa double nationalité : elle intègre des techniciens français comme algériens. Cela influe sur le style du film : Télérama parle d'un « côté « monte-en-l'air », cambriolé » avec « le peu de fioritures d'une caméra souvent prise à l'épaule. » Télérama juge que le film aurait été impossible à faire au moment de sa sortie, en novembre 1994, car les attentats se sont alors multipliés.

## Accueil critique
Lors de la sortie en France, la critique des Cahiers du cinéma est assez positive. Stéphane Bouquet y écrit que ce film « ne se contente pas d'être un réquisitoire, forcément courageux, contre l'intégrisme religieux; mais nous fait entrer de plain-pied, avec une grande force réaliste, dans la vie quotidienne des habitants de la Casbah. » Il note que certaines choses ne sont pas réussies dans le film (« l'intrigue est mince, le récit lâche », il trouve les scènes comiques ratées), sans oublier qu'il a été tourné dans l'urgence ; mais il considère que ce qui est vraiment intéressant est le portrait qui y est fait de la jeunesse d'Alger. « Bab el-Oued City est comme une fenêtre sur un monde dont les vrais échos, non déformés par la propagande, ne nous parviennent plus que rarement. C'est ce sentiment de proximité rare qui fait tout le prix du film. »
La critique de Télérama lors de la sortie affirme que c'est l'attachement de ce film à ses personnages qui en fait un film « politique ». Au contraire des informations sur l'Algérie qui parlent de groupes, de sigles, d'idées, « le cinéaste est là pour nous parler des individus. » L'article souligne la complexité de ces personnages et termine en disant que la force du film n'est pas tant de rendre compte de la réalité que « par la grâce précaire d'une fiction ficelée avec les moyens du bord, l'éclairer. »
Au moment d'une diffusion télévisée du film en 1995, Aurélien Ferenczi écrit dans Télérama[source insuffisante] :

« Sans autorisation, menacé comme tous les intellectuels et artistes algériens, Merzak Allouache a “volé” son film, caméra sur l'épaule, dans les rues d'Alger. Ces difficiles conditions de tournage — impossibles à renouveler aujourd'hui — n'altèrent en rien la fluidité de la narration. De saynètes en saynètes, de personnages cocasses en sbires menaçants, passant de l'insolence à l'inquiétude, de l'ironie joyeuse à la noirceur, Bab El-Oued City rend magnifiquement compte du quotidien algérois, à l'heure où l'intégrisme commençait à profiter du désarroi de la population. C'est une joie de vivre — celle d'Omar Gatlato, tourné vingt ans plus tôt par le réalisateur — qu'on met sous l'étouffoir. C'est aussi — Allouache ne craint pas la polémique — une religion qu'on trahit, les faux dévôts étant manipulés par des forces politiques et économiques floues. La réflexion passionnante sur la situation algérienne est servie par un authentique sens du récit et des acteurs inconnus mais épatants. Du cinéma intelligent, engagé et humain. »